# San Giacomo in Augusta (titolo cardinalizio)
San Giacomo in Augusta (in latino Titulus Sancti Iacobi in Augusta) è un titolo cardinalizio istituito da papa Francesco il 22 febbraio 2014 con la lettera apostolica Purpuratis Patribus. Il titolo insiste sulla chiesa di San Giacomo in Augusta, sita nel rione Campo Marzio e sede parrocchiale dal 1º novembre 1824.
Dal 22 febbraio 2014 il titolare è il cardinale Chibly Langlois, vescovo di Les Cayes.

## Titolari
- Chibly Langlois, dal 22 febbraio 2014